# Graffiti Bridge (film)
Graffiti Bridge – film dramatyczno-muzyczny w reżyserii Prince'a.

## Fabuła
Nieoficjalny sequel Purpurowy deszcz z 1984. „Dzieciak” nadal toczy prywatną wojnę ze swym największym wrogiem, Morrisem Day. Obaj zakładają się o to, kto napisze lepszą piosenkę. Zwycięzca na własność przejmie klub, do którego obaj posiadają prawo.
W tym samym czasie „Dzieciak” poznaje poetkę Aurę, w której błyskawicznie się zakochuje.

## Obsada
- Prince jako The Kid
- Ingrid Chavez jako Aura
- Morris Day jako on sam
- Jerome Benton jako Jerome
- George Clinton jako on sam
- Tevin Campbell jako Tevin
- Mavis Staples jakos Melody Cool
- The Time jako Themselves

Udziału w filmie odmówiła Madonna, która była rozważana do roli Ruthie Washington, jednak nie spodobał jej się scenariusz produkcji.